# Bureau des longitudes
Het Bureau des longitudes is een Franse wetenschappelijke instelling bestaande uit 13 leden, waarvan er 3 genomineerd worden door de Académie des Sciences, en 32 correspondenten (meestal astronomen, geofysici en fysici), die gezamenlijk de publieke opdrachten formuleren en toevertrouwen aan het "Institut de mécanique céleste et de calcul des éphémérides (IMCCE)". 

## Geschiedenis
Het Bureau werd op 25 juni 1795 (7 messidor jaar III van de Franse republikeinse kalender) opgericht krachtens een wet van de Nationale Conventie (Assemblée Nationale Française). 

### Oorspronkelijke taken
Haar belangrijkste taken bestonden uit 
- het oplossen van astronomische problemen verbonden aan de plaatsbepaling op zee (lengtebepalingen), dit was van strategisch van belang voor Frankrijk in verband met de toenmalige overheersing der zeeën door de Britse vloot;
- het berekenen en publiceren van de efemeriden;
- het vastleggen van een nauwkeurige tijdsbepaling voor gans het Franse grondgebied inclusief dat van de overzeese gebieden, en
- het organiseren van wetenschappelijke expedities op het gebied van geofysica en astronomie. Verder trad het comité op als raadgevend orgaan bij het oplossen van tal van wetenschappelijke problemen.

### Leden
Sinds zijn oprichting heeft het Bureau diverse wijzigingen ondergaan, zowel wat betreft zijn activiteiten als wat betreft zijn samenstelling. Aanvankelijk bestond het bestuurscomité uit de volgende tien wetenschappers:
- De wiskundigen:
  - Joseph-Louis Lagrange;
  - Pierre-Simon Laplace;

- De astronomen:
  - Joseph Jérôme Lefrançois de Lalande;
  - Pierre Méchain;
  - Jean-Baptiste Joseph Delambre;
  - Jean-Dominique, comte de Cassini, zoon van César-François Cassini;

- Jean-Charles de Borda, vloeistofmechanica en thermodynamica;
- Jean-Nicolas Buache, aardrijkskundige;
- Louis Antoine de Bougainville, een bekende navigator; en
- Noël Simon Caroché, bouwer van telescopen.

Vijf andere leden werden toegevoegd voor het uitvoeren van de berekeningen.

### Uitbreiding taken
Van 1795 tot 1854 werd het Observatorium van Parijs (L'Observatoire) en dat van de militaire school onder de verantwoordelijkheid van het "Bureau des Longitudes" geplaatst. Op 30 januari 1854 werd bij decreet bepaald dat de missie van het Bureau uitgebreid werd tot activiteiten zoals geodetische en astronomische metingen en het standaardiseren van de tijd. 
Over de  resultaat van deze activiteiten werd tussen 1877 en 1949 uitvoerig gerapporteerd in de "Annales du Bureau des longitudes". Door hetzelfde decreet verkreeg het Observatorium van Parijs wederom zijn onafhankelijke positie.   
Tijdens de 19e eeuw, toen François Arago en Henri Poincaré de leiding hadden, was het bureau verantwoordelijk voor de synchronisatie van de klokken over de ganse wereld. Het Bureau nam in deze periode ook meer het karakter aan van een academie met maandelijkse bijeenkomsten waarop tal van astronomische onderwerpen werden behandeld.

In 1802 werd binnen het Bureau voor het berekenen van de efemeriden, de "Service des Calculs" opgericht en deze dienst werd in 1961 omgebouwd tot een modern rekencentrum met een nieuwe naam "Service des Calculs et de Mécanique Céleste du Bureau des longitudes" om in 1998 over te gaan in het "Institut de mécanique céleste et de calcul des éphémérides (IMCCE)" binnen de organisatie van het Observatorium van Parijs.   
Het "Bureau des longitudes" was betrokken bij de oprichting van verscheidene wetenschappelijke organismen, zoals die van het "Bureau International de l'Heure" (1919), de onderzoeksgroep ruimtegeodesie (GRGS) en de Internationale Dienst voor de rotatie van de aarde (IERS) in (1988).  